# Iparjogvédelmi és Szerzői Jogi Szemle
Az Iparjogvédelmi és Szerzői Jogi Szemle a Szellemi Tulajdon Nemzeti Hivatalának kéthavonta megjelenő folyóirata. Az évfolyamok számozása az aktuális évfolyam (2018-ban a 13.) mellett feltünteti a jogelőd lapok évfolyam-számozását is (2018-ban a 123.) 2019-ben nem került kiadásra új szám. 
HU ISSN 1587-5563
2006. január 1-jétől önálló, megújult formában jelenik meg. A kiadvány az iparjogvédelem és a szerzői jogi oltalom kérdéseinek elemző értelmezését tartalmazó tudományos igényű tanulmányokat tesz közzé, jogeseteket ismertet, valamint a szellemitulajdon-védelem aktuális eseményeire vonatkozó híreket és a nemzetközi szakmai kitekintőt tartalmaz.

## Története
A Magyar Iparjogvédelmi Egyesület 1905-ben alakult meg és rövidesen, 1906. január 15-én saját lappal jelentkezett, az Iparjogi Szemlével. 
1917 és 1924 között az Egyesület tevékenysége szünetelt - ezalatt az Iparjogi Szemle sem jelent meg. 1925-től az Iparjogi Szemle "az eszmei javak, az üzleti tisztesség, szabadalom-, védjegy-, minta-, szerzői-, név- és cégjog oltalmát szolgáló folyóirat" alcímmel jelent meg újra. 
Az Iparjogvédelmi és Szerzői Jogi Szemlét a Szellemi Tulajdon Nemzeti Hivatal adja ki. Fennállása alatt szerkesztette és nyomtatta - a Szellemi Tulajdon Nemzeti Hivatala megbízásából - a HIPAvilon Kft. Nonprofit Kft. A szerkesztőség címe: 1054 Budapest, Zoltán u. 6. 

## Szerkesztőség
A felelős kiadó a Szellemi Tulajdon Nemzeti Hivatala elnöke. Felelős szerkesztő: Bana Zsuzsanna. Tervezőszerkesztő: Plette Péter.